# Tyrosinkinasreceptor
Tyrosinkinasreceptorer är en grupp av receptorer som uttrycks på cellmembranet av olika celler. De har en transmembran domän bestående av en alfa-helix, och aktiveras av att binda ligander vilket gör att två receptorer kan dimerisera. Detta gör så att deras intracellulära domäner kan fosforylera varandras "läppar". Genom den här fosforyleringen så kan läppen röra sig bort från den enzymatiska delen av kinaset vilket ökar aktiviteten för kinaset genom att affiniteten för ATP ökar så att kinaset kan fosforylera alla tyrosiner. Fosfotyrosinen utgör startpunkt för olika proteiner så att signaltransduktionskedjor bildas nedströms.
Tyrosinkinasreceptorer kan aktivera följande signaltransduktionsvägar:
- Ras/MAPKinas-signalvägen
- PI3K/PKB-signalvägen
- Fosfolipas C-IP3/DAG-PKC-signalvägen

Detta är i stort sett samma som cytokinreceptorer kan aktivera, bortsett från att tyrosinkinasreceptorer inte kan aktivera JAK-STAT-signaltransduktionsvägen.